# Anselm Knuuttila
Anselm Knuuttila (ur. 1 lutego 1903 r. w Iitti, zm. 29 czerwca 1968 r.) – fiński biegacz narciarski, dwukrotny medalista mistrzostw świata.

## Kariera
Uczestniczył w zawodach w latach 20. XX wieku. W 1929 roku wystartował na mistrzostwach świata w Zakopanem zdobywając złoty medal w biegu na 50 km techniką klasyczną. Na tych samych mistrzostwach zdobył srebrny medal w biegu na 18 km, ulegając jedynie swemu rodakowi Veliemu Saarinenowi o 37 sekund. Nigdy nie startował na igrzyskach olimpijskich.

## Osiągnięcia

### Mistrzostwa świata
| Miejsce | Dzień    | Rok  | Miejscowość | Konkurencja             | Czas biegu | Strata | Zwycięzca     |
| ------- | -------- | ---- | ----------- | ----------------------- | ---------- | ------ | ------------- |
| 2.      | 7 lutego | 1929 | Zakopane    | 17 km stylem klasycznym | 1:20:03    | +00:37 | Veli Saarinen |
| 1.      | 9 lutego | 1929 | Zakopane    | 50 km stylem klasycznym | 3:50:01    | -      | -             |